# Thomas Mannack
Thomas Mannack (*1958-) es un arqueólogo clásico alemán.
Thomas Mannack en 1992 accedió al doctorado Konrad Schauenburg en la Universidad de Kiel, con su tesis sobre Beazleys spätere und späteste Manieristen  (El Bezley tardío y el último manierismo). Es especialista en el ámbito de la cerámica antigua, dirige la base de datos del Archivo Beazley y enseña iconografía antigua en la Universidad de Oxford. Es coautor de los volúmenes del Corpus Vasorum Antiquorum de la colección de Oxford.